# Catalunyan Saddle
Catalunyan Saddle är ett bergspass på Sydshetlandsöarna i Antarktis. Argentina, Chile och Storbritannien gör anspråk på området. Catalunyan Saddle ligger 1 260 meter över havet.
Terrängen runt Catalunyan Saddle är kuperad åt nordost, men åt sydväst är den bergig. Catalunyan Saddle ligger uppe på en höjd. Närmaste befolkade plats är forskningsstationen St. Kliment Ohridski, 10,9 kilometer väster om Catalunyan Saddle. 